# آلنیا آیروناتیکا
آلنیا آیروناتیکا (به انگلیسی: Alenia Aeronautica) شرکت مهندسی هوافضا ایتالیایی بود که در سال ۱۹۹۰ از ادغام شرکتهای اریتالیا و سلنیا به وجود آمد. زیر مجموعه‌های این شرکت عبارتند از آلنیا ارماچی و آلنیا آیروناوالی. آلنیا آیروناتیکا مالک برند ای‌تی‌آر است که یک سرمایه‌گذاری مشترک بین ئی‌ای‌دی‌اس و آلنیا آیروناتیکا است.